# محمدان (دین)
محمدان عنوانی است که پیش‌تر در زبان‌‎های غربی برای پیروان محمد، پیامبر اسلام بکار می رفته است.امروزه بیشتر از واژه مسلمان استفاده می شود.